# Соня Абаджиева
Соня Абаджиева-Димитрова (на македонска литературна норма: Соња Абаџиева-Димитрова) е северномакедонска историчка на изкуството.

## Биография
Соња Абаджиева е родена в град София на 20 май 1941 година. В 1965 година завършва Философския факултет на Скопския университет „Кирил и Методий“. Работи като кустос и директор на Музея за съвременно изкуство в Скопие. Авторка е на 15 монографии, на над 300 изложби (Антология на македонското изобразително изкуство 1984-1994, Биенале във Венеция, Лъчи) и на книги („Длабоко дишење“, 2002; „Идеја-тека“, 2003; „Континуитет“, 2004). Абаджиева е основателка и редакторка на списанието „Големото стакло“. Публикува критики и теоретични текстове върху съвременното изобразително изкуство, като поставя акцент върху семиотичните и аксиологичните функции на изкуството.